# Levenscyclus (volksgeloof)
Tot circa 1800 bestond de bevolking van Europa voornamelijk uit landbouwers. Door hun nauwe contact met de natuur en door hun ervaring met de zich telkens herhalende seizoenen hadden zij een volksgeloof ontwikkeld dat men de levenscyclus zou kunnen noemen. Dit volksgeloof is al aantoonbaar aanwezig in de zesde eeuw.
In andere culturen bestond dit inzicht in de levenscyclus al veel langer. Bijvoorbeeld in het Oude Egypte: daar zag men de mestkever die verticaal uit de grond kroop als een "wordingsproces". Uit de restanten van leven, de mest, ontstond de mestkever. In het Oudegyptisch betekent het woord "mestkever" letterlijk ook "wordt" (van het wordingsproces). Men zag de vergelijking met het boven de grond komen van de mestkever, zoals het groeien van het gewas uit de grond na de jaarlijkse (ook cyclische) overstroming van de Nijl. Tevens als het cyclisch dagelijkse opkomen van de zon: de god Ra. De oude zon stierf in het westen, reisde dan volgens de mythen iedere nacht als de god Osiris door de onderwereld om in het oosten opnieuw geboren te worden als een jonge zonnegod. In het oude India, en ook nu nog, kent men cyclische tijdsindelingen. Dat zijn allen levenscycli, omdat men in India de hele natuur begrijpt als levend, immanent goddelijk. Men ziet het ontstaan, groei, bloei, ouderdom, ondergang en periode van ontbinding van vele levenscycli. De afwisseling dag en nacht, de seizoenen, het leven van de planten, dieren en mensen, en ook die van planeten, zonnen en heelallen. Men noemde deze perioden Kalpa, Yuga en Manvantara. In het hindoeïsme kent men het begrip reïncarnatie: het opnieuw in het vlees terugkeren door eenzelfde bezieling. In de filosofie van het boeddhisme kent men dit begrip "ziel" niet, het zijn de skanda's die de eigenschappen dragen gedurende de levenscyclus van levende wezens. Dit hangt samen met de leer van het anatta het niet-zelf. Deze diepe filosofieën, mythen en religies sluiten goed aan bij de ervaringen van de pantheïstische natuur door natuurvolken.
Wat in de middeleeuwen in het volksgeloof ontstond, kan men beschouwen als een herleven van een soort primitief heidendom. Maar men kan het ook zien als een gevoelsmatige herleving van diepe spiritualiteit als reactie op het dogmatische christendom.
De christelijke geestelijkheid probeerde al in de zesde eeuw de mensen ervan te overtuigen dat de dood geen verblijf onder de grond was. Ze bogen de eindeloze levenscyclus van geboren worden, kinderen krijgen en sterven om tot een rechte tijdslijn van geboorte naar dood. Ze postuleerden een eeuwig individueel persoonlijk leven in de dood na het sterven. Pantheïsme was een ketterij en werd wreed vervolgd. De theologie stelde een mannelijke transcendente persoonlijke god centraal.
Maar in het volksgeloof zag men Moeder Aarde als de bron van alle leven. De voorouders waren belangrijk en het leven moest doorgegeven worden, dus wilde men veel kinderen. Hoewel de kerk hier fel tegen was, ondergingen veel vrouwen vruchtbaarheidsriten in natuurheiligdommen: er waren vruchtbaarheidsstenen, -bronnen en -bomen. Maria als "moeder van god" werd in de kerk als substituut gebruikt voor het geloof in de moedergodin. Mariaverering werd tegengewerkt door de leiding van de kerk en zijn theologen. Maar dat kon niet voorkomen dat die Mariaverering door de eeuwen heen steeds belangrijker werd door devotionele gelovigen.

## Levenscyclus
Leven en dood volgden elkaar op. 

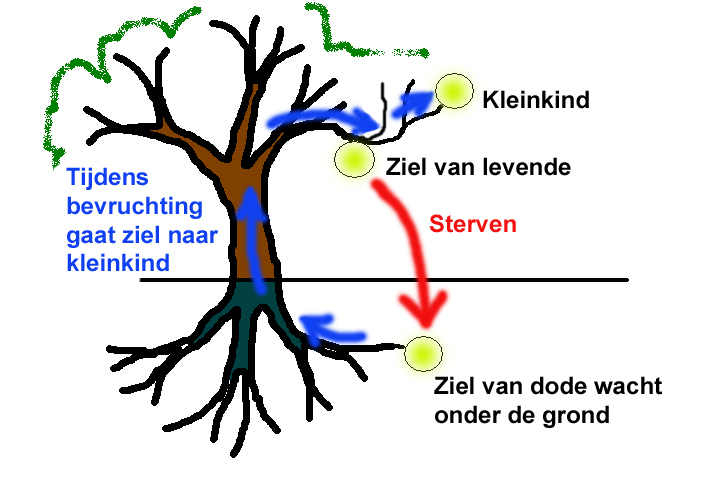
Levenscyclus

1. Men werd geboren, kreeg kinderen en stierf na een langer of korter leven.
2. Als men stierf, ging de ziel naar een soort wachtruimte onder de aarde.[1] In dat dodenrijk wachtten de zielen van de gestorvenen tot ze terug konden keren in het lichaam van een van hun kleinkinderen.[2]
3. Tijdens de bevruchting kwam de ziel weer uit de aarde tevoorschijn en trad in het nieuwe lichaam van een kleinkind. Mensen die geen kinderen kregen, hadden deze cyclus en de band met hun voorouders verbroken.

Elk wezen had zijn eigen lichaam, maar was tevens een takje aan de stam van al zijn levende en dode bloedverwanten. Men vond dat een mens voornamelijk een instrument was om het leven door te geven.

## Kinderen

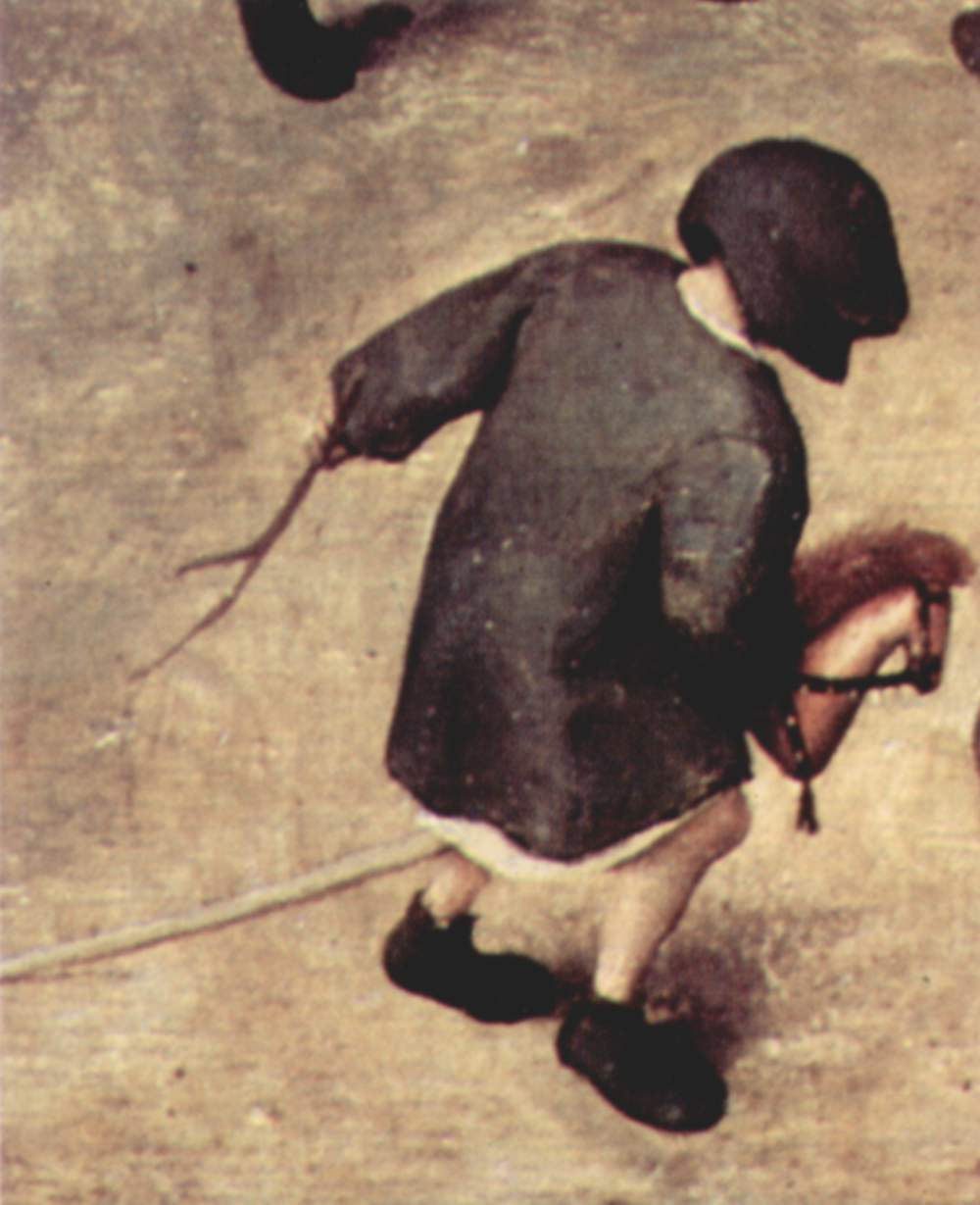
Pieter Bruegel de Oude, detail uit kinderspelen, 1560

Op het einde van de veertiende eeuw begonnen de notabelen in Florence hun pasgeboren kinderen gedurende ongeveer twee jaar uit te besteden aan een min die meestal op het platteland woonde. Dit gebruik verbreidde zich in de vijftiende en zestiende eeuw over veel steden van West-Europa, ook onder de lagere standen. Op die manier hoefde de vrouw haar kinderen niet te voeden en kon ze meteen weer zwanger worden, want men wilde zo veel mogelijk kinderen krijgen.
Het lichaam van de kinderen werd gehard en hun zintuigen werden gescherpt, want het kind moest tegenslagen kunnen overwinnen om het leven te kunnen doorgeven. Het kind moest beseffen dat het tot een grote familie behoorde in goede en in kwade tijden. Voor intimiteit was maar heel weinig plaats.

## Veranderingen na 1450
In de steden verdween tussen 1450 en 1650 langzaamaan het volksgeloof aan Moeder Aarde en de eeuwige kringloop van de tijd. 
- Men vond zijn voorouders minder belangrijk.
- Men wilde niet meer zo veel mogelijk kinderen krijgen. Echtparen die geen kinderen konden krijgen, zochten daarvoor niet meer vanzelfsprekend hulp bij een magiër of dokter.

Op het platteland verliep deze ontwikkeling veel langzamer.
In de zestiende eeuw begon de vrouw ook aan zichzelf te denken. Ze zag zichzelf niet langer alleen maar als een lichaam dat voor de voortplanting diende.
In de zeventiende en achttiende eeuw kwamen er steeds meer vrouwen die niet meer doorlopend zwanger wilden zijn, waarschijnlijk vanwege de lichamelijke impact van zoveel achtereenvolgende zwangerschappen.
Het individuele lichaam begon zich in de zeventiende en achttiende eeuw (symbolisch) los te scheuren van het grote lichaam van zijn geslacht. De mens wilde steeds meer zijn eigen leven gaan leiden en niet alleen maar dienen als voortbrenger van nageslacht voor zijn familie. Het leven was maar kort en hij moest er zo veel mogelijk van profiteren. Het idee van de cyclus van het leven werd geleidelijk aan vervangen door een meer lineair en fragmentarisch idee over het leven.